# Erik Gustaf Göthe
Erik Gustaf Göthe (Stoccolma, 1779 – 1838) è stato uno scultore svedese.
Fu allievo ed imitatore di Antonio Canova e docente all'Accademia di Stoccolma dal 1810 al 1838. La sua opera più celebre è la statua di Carlo XIII di Svezia a Stoccolma.